# Keule (Band)
Keule ist ein im Sommer 2010 gegründetes Pop-/Rock-Comedy-Duo aus Berlin, welches aus Sera Finale und Claus Capek besteht.

## Geschichte
Claus Capek war von 1995 bis 2003 bei der Band ohne Namen aktiv. Anschließend arbeitete er als Produzent und betreibt mit MCR sein eigenes Plattenlabel. Sera Finale war mehrere Jahre als Rapper unterwegs. Im Sommer 2010 gründen sie das Duo Keule und veröffentlichen kurz darauf die Download-EP Ich hab dich gestern Nacht auf YouPorn gesehen.
Am 15. Juli 2011 erschien das erste Album Schnauze und die erste Single-Auskopplung Hallo Jesus, zu der das erste 3D-Video Europas gedreht wurde.
Keule nahm am 26. September 2013 mit dem Titel Ja genau am Bundesvision Song Contest 2013 teil und erreichte für das Bundesland Brandenburg den vierten Platz.

## Rezeption
rap.de erwähnt den „konstant hohen Trashfaktor“ des Albums und schreibt: „Immer ein bisschen frech, immer ein bisschen ironisch, immer ordentlich frotzelnd, aber nie bösartig. [...] Überhaupt ist "Schnauze" in weiten Teilen eine gelungene Vertonung des Berliner Lebensgefühls, also  irgendwo zwischen durchsoffenen Nächten in Eckkneipen und Hundehaufen am Straßenrand.“
Intro beschreibt das Album allein mit den Worten „Total blöde“.

## Diskografie

### Alben
- 2011: Schnauze
- 2013: Dick sein ist fett

### Singles und EPs
- 2010: Ich hab dich gestern Nacht auf Youporn gesehen (Download-EP)
- 2011: Hallo Jesus
- 2013: Ja genau
- 2013: Ja genau Weihnachts-EP

## Musikvideos
- 2010: Hampel
- 2010: Ich hab Dich gestern Nacht auf Youporn gesehen
- 2011: Hallo Jesus
- 2013: Ja genau
- 2013: Morgen Kinder wird's nichts geben
- 2013: Ja genau Weihnachts-Version
- 2013: Schwing Glöckchen schwingelingeling
- 2013: Leise ziehen wir den Schnee
- 2014: Bierchen
- 2014: Menschen 2.0